# Elitserien 1986/1987
Sezóna 1986/1987 byla 12. sezonou Švédské ligy ledního hokeje. Mistrem se stal tým IF Björklöven. Poslední tým baráž o udržení proti nejlepším celkům druhé ligy - liga se totiž v následující sezóně rozšířila na 12 týmů.
| Vysvětlivky                              |
| ---------------------------------------- |
| Tým nepostupující do semifinále play off |
| Tým hrající Kvalserien (baráž)           |

## Základní část
| Poř. | Tým            | Z  | V  | R | P  | Skóre     | B  |
| ---- | -------------- | -- | -- | - | -- | --------- | -- |
| 1    | Färjestads BK  | 36 | 22 | 5 | 9  | 160 - 118 | 49 |
| 2    | IF Björklöven  | 36 | 23 | 1 | 12 | 158 - 103 | 47 |
| 3    | Luleå HF       | 36 | 17 | 7 | 12 | 148 - 133 | 41 |
| 4    | Djurgårdens IF | 36 | 17 | 5 | 14 | 137 - 119 | 39 |
| 5    | HV71           | 36 | 16 | 5 | 15 | 103 - 115 | 37 |
| 6    | Brynäs IF      | 36 | 14 | 4 | 18 | 112 - 121 | 32 |
| 7    | Södertälje SK  | 36 | 13 | 6 | 17 | 123 - 133 | 32 |
| 8    | Leksands IF    | 36 | 12 | 6 | 18 | 128 - 162 | 30 |
| 9    | Skellefteå AIK | 36 | 12 | 4 | 20 | 112 - 146 | 28 |
| 10   | MoDo AIK       | 36 | 8  | 9 | 19 | 129 - 160 | 25 |

## Play off

### Semifinále
- Färjestads BK - Luleå HF 2:1 (4:6, 5:3, 4:3)
- IF Björklöven - Djurgårdens IF 2:0 (7:3, 5:3)

### Finále
- Färjestads BK - IF Björklöven 1:3 (2:1, 5:8, 4:5, 1:6)